# Вики Чейз
Вики Чейз (англ. Vicki Chase, род. 5 февраля 1985 г., Лос-Анджелес, Калифорния, США) — американская порноактриса и танцовщица мексиканского происхождения. Лауреатка премий AVN Awards, XRCO Award, XBIZ Award и ряда других.

## Ранняя жизнь
Родилась 6 февраля 1985 года в Лос-Анджелесе, штате Калифорния, США. Выросла в Бойл-Хайтс, Лос-Анджелес, который был преимущественно населён людьми мексиканского происхождения.
До 2009 года работала кассиром в банке «Чейз». Там, во время работы, она встречает порноактёра Эрика Джона, с которым позже вступает в брак, и который привлёк её к съёмкам в порно. Вторая часть её сценического имени — Чейз — заимствована из названия банка, в котором она работала.

## Карьера
Дебют в порноиндустрии состоялся 2 ноября 2009 года. Первая сцена — в Fucked Up Handjobs студии PornPros. Первоначально снималась как свободный агент, но в январе 2010 года подписала контракт с агентством LA Direct Models.
В 2012 году снялась в жанровой сцене для серии Bound Gang Bangs на веб-сайте Kink.com. В этой сцене у неё пять партнёров-мужчин, и впервые в своей карьере она имеет двойное анальное проникновение и тройное проникновение (как двойное вагинальное, так и однократное анальное).
В 2014 году было выпущено первое шоу Чейз V for Vicki режиссёра Джонни Дарко. В ней она участвует во всех пяти сценах в различных сексуальных жанрах, в том числе blob, двойное проникновение, двойное анальное проникновение, гэнг-бэнг с девушками и многое другое. Фильм получил премию AVN Awards как лучшее шоу звезды и премию XRCO Award как лучший фильм гонзо.
Участвовала в эротических выставках в 2014 и 2016 году в городе Йоханнесбург, Южная Африка, в качестве специального гостя — «международной порнозвезды», как её называют в местных средствах массовой информации.

## Личная жизнь
В январе 2010 года вышла замуж за порноактёра Эрика Джона на публичной церемонии во время эротической выставки AVN. В 2013 году Чейз сказала в интервью, что находится в процессе развода.
В интервью сайту SimLeaf.com говорится, что она регулярно употребляет коноплю.
Имеет татуировку на левой стороне торса, представляющую собой надпись II-VI-VIII V (дата рождения Чейз).

## Награды и номинации

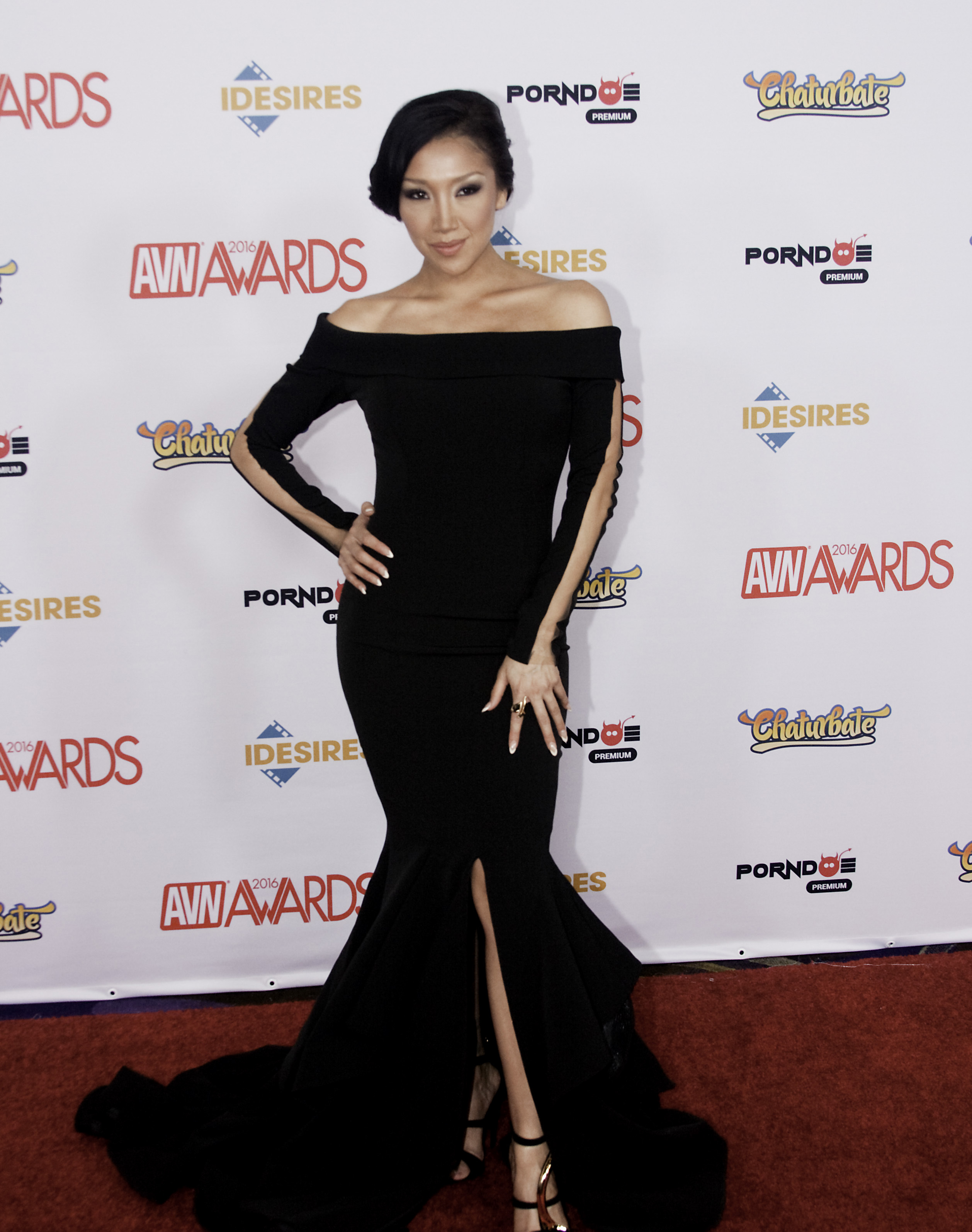
Вики Чейз на AVN awards в 2016 г.

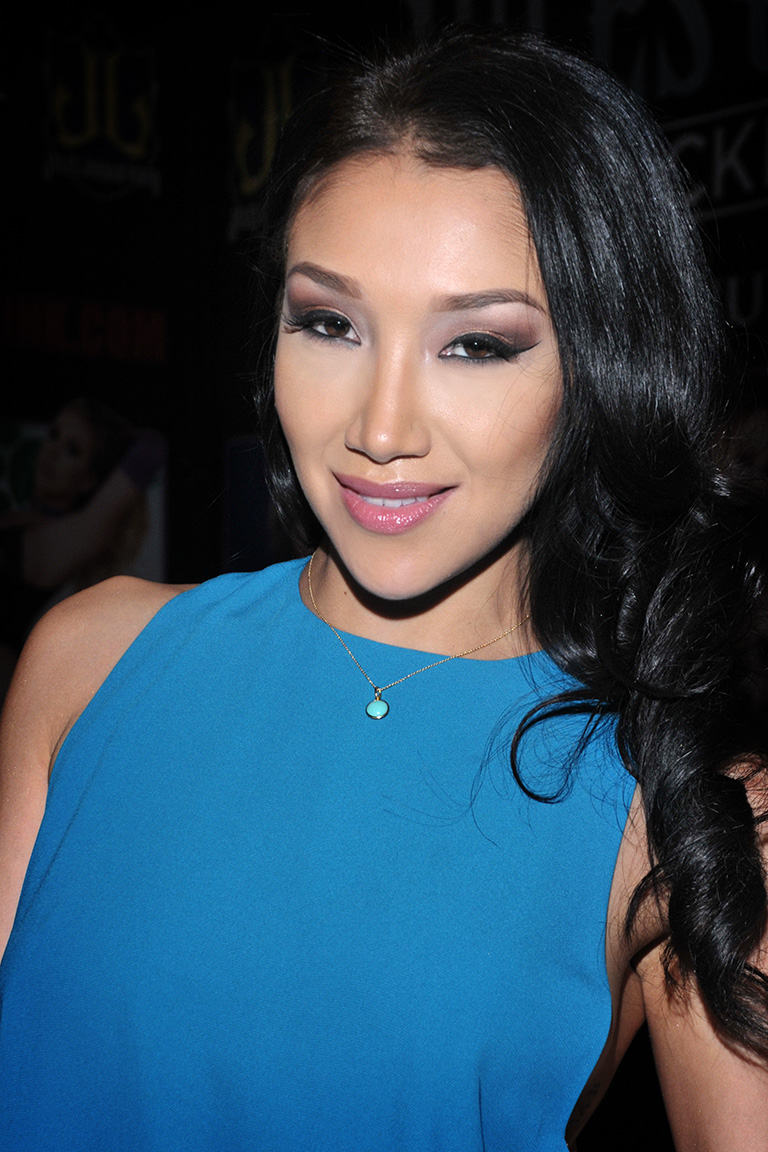
Вики Чейз в 2016 году.

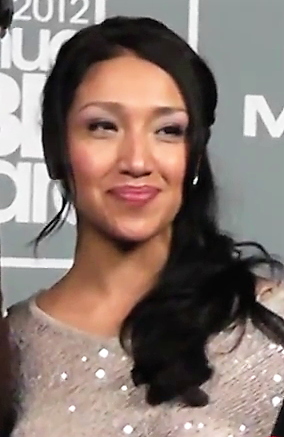
Викки Чейз на церемонии XBIZ Awards в 2012 году.

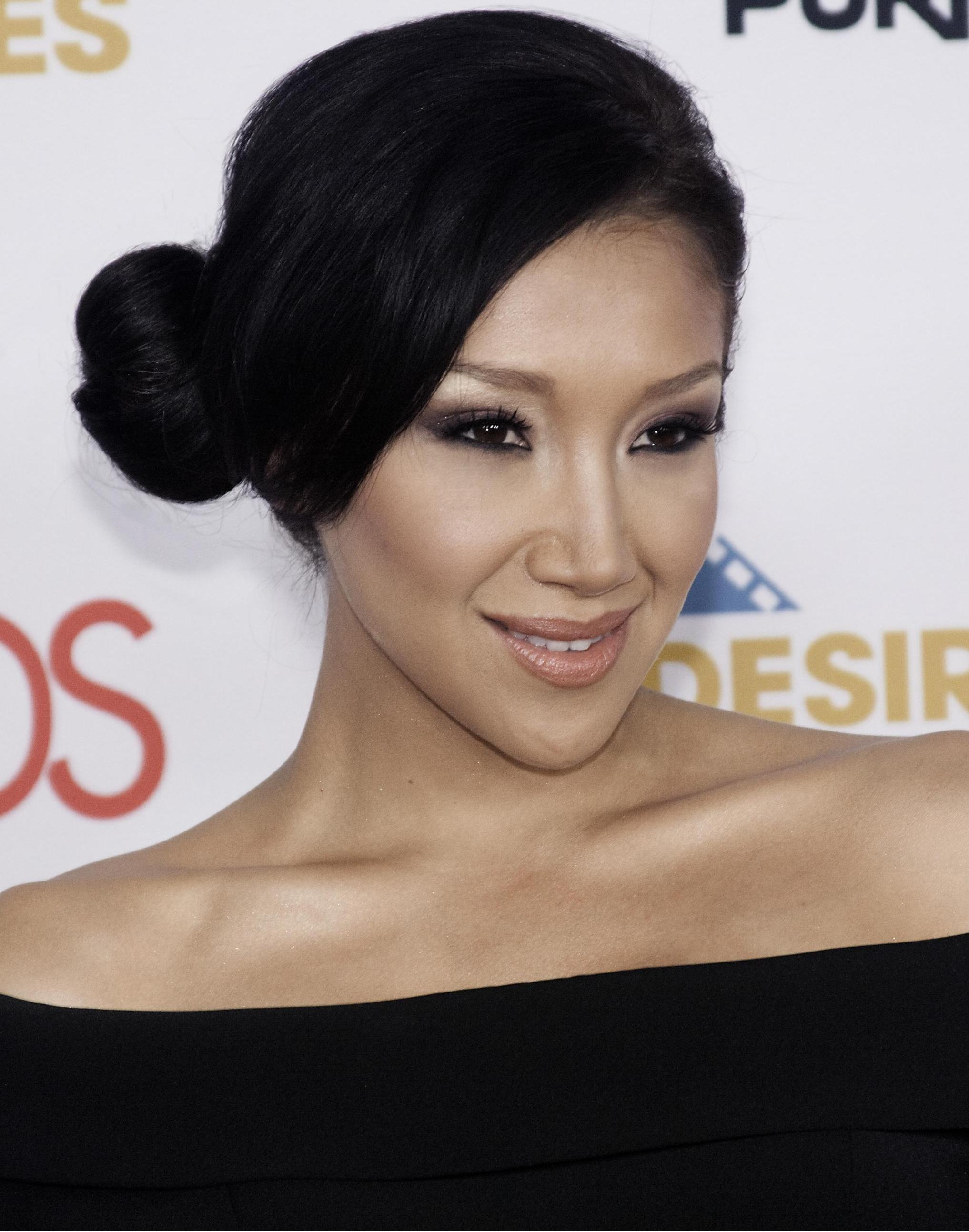
Чейз на церемонии AVN Awards в 2016 году.

AVN Awards
| Год  | Результат | Категория | Фильм                       |
| ---- | --------- | --- | --------------------------- |
| 2015 | Победа    | Лучшее шоу | V for Vicki                 |
| 2015 | Победа    | Лучшая сцена орального секса | Let Me Suck You 6           |
| 2015 | Номинация | Лучшая сцена женского группового секса (вместе с Сарой Шевон и Лили Лабо) | Pretty Sloppy 5             |
| 2015 | Номинация | Лучшая сцена с двойным проникновением (вместе с Миком Блу и Крис Строуксом) | V for Vicki                 |
| 2015 | Номинация | Лучшая сцена группового секса (вместе с Асой Акира, Обри Аддамс, Джесикой Дрейк, Кейлени Леи, Сарой Джеси, Брэдом Армстронгом, Ериком Мастерсоном, Эрик Эверхардом, Мистером Питом, Райном Маклейном) | Aftermath                   |
| 2016 | Номинация | Исполнительница года | -                           |
| 2016 | Номинация | Лучшая сцена орального секса | Sperm Diet                  |
| 2016 | Номинация | Лучшая сцена женского группового секса (вместе с Джесикой Дрейк, Катриной Джейд, Лезли Зен и Реми Лакруа)                                                                                             | Massage School Dropouts     |
| 2016 | Номинация | Лучшая сцена с двойным проникновением (с Рамоном Номаром и Тони Рибасом) | All Stuffed Up              |
| 2017 | Номинация | Исполнительница года | -                           |
| 2017 | Номинация | Лучшая сцена женского группового секса (вместе с Сашей Харт, Габриэллой Палтровой и Йиви) | Секс игры (Sex Games)       |
| 2017 | Номинация | Лучшая сцена анального секса (с Миком Блу) | Performers of the Year 2016 |
| 2017 | Номинация | Лучшая сцена группового секса (вместе с Калиной Рю, Анникой Элбрайт и Миком Блу) | Mick Blue’s Best Day Ever   |
| 2017 | Номинация | Самая жестокая секс-сцена (с Майком Адриано) | True Anal                   |

XBIZ Award
| Год  | Результат | Категория                                                                                         | Фильм           |
| ---- | --------- | ------------------------------------------------------------------------------------------------- | --------------- |
| 2011 | Номинация | Лучшая новая старлетка                                                                            | -               |
| 2012 | Номинация | Исполнительница года                                                                              | -               |
| 2013 | Победа    | Лучшая женская сексуальная сцена (вместе с Кайден Кросс, Райли Стил, Селеной Роуз и Джесси Джейн) | Матери и дочери |

XRCO Award
| Год  | Результат | Категория               | Фильм |
| ---- | --------- | ----------------------- | ----- |
| 2013 | Победа    | Невоспетая сирена       | -     |
| 2014 | Победа    | Оральный оргазм         | -     |
| 2014 | Победа    | Невоспетая сирена       | -     |
| 2015 | Победа    | Оральный оргазм         | -     |
| 2015 | Номинация | Супершлюха              | -     |
| 2015 | Номинация | Анальный оргазм         | -     |
| 2016 | Победа    | Оральный оргазм         | -     |
| 2017 | Победа    | Оргазмическая оралистка | -     |
| 2017 | Победа    | Оргазмическая аналистка | -     |
| 2023 | Победа    | Оргазмическая аналистка | -     |
| 2024 | Победа    | Оргазмическая аналистка | -     |

## Избранная фильмография
- 2009 : POV Junkie 1
- 2010 : Fuck Machines 8
- 2010 : Cock Sucking Challenge 1
- 2011 : Cherry 1
- 2011 : Cherry 2
- 2011 : Women Seeking Women 71
- 2012 : Lesbian Adventures: Wet Panties Trib 3
- 2012 : Belladonna: Fetish Fanatic 10
- 2013 : Girl On Girl Fantasies 5
- 2013 : Lesbian Beauties 10: Latinas
- 2014 : Lesbian Analingus 4
- 2014 : KissMe Girl 19
- 2014 : Girls Kissing Girls 14
- 2015 : Lesbian Adventures: Strap-On Specialists 8
- 2016 : True Anal
- 2017 : Lick It Good 3